# シビル・ウォー アメリカ最後の日
『シビル・ウォー アメリカ最後の日』（シビル・ウォー アメリカさいごのひ、Civil War、直訳: 内戦）は、アレックス・ガーランド脚本・監督による2024年公開のアメリカ合衆国・イギリスのスリラー映画。19の州が合衆国から離脱しテキサス州とカリフォルニア州からなる「西部勢力」と連邦政府による内戦が勃発した近未来のアメリカ合衆国を舞台に、ニューヨークから首都ワシントンD.C.へと向かう4人のジャーナリストを描く。
本作は、「アメリカは内戦に向かうのか」という著書から着想を得ている。米国のA24による製作のもと、英国のDNAフィルムズなどによって制作された。米国ではA24、英国・アイルランドではエンターテイメント・フィルム・ディストリビューターズによる配給で同年4月12日に公開され、日本ではハピネットファントム・スタジオによる配給で2024年10月4日に公開された。

## あらすじ
憲法で禁じられているはずの3期目に突入し、FBIを解散させるなどの暴挙に及んだ大統領に反発し、19の州が分離独立を表明、内戦が勃発した近未来のアメリカ合衆国。テキサス・カリフォルニアが連合する「西部勢力（WF〈Western Forces〉）」と、フロリダ～オクラホマにかけて広がる「フロリダ同盟」は2つ星の星条旗を掲げ政府軍を次々と撃退してワシントンD.C.に迫り、首都陥落は時間の問題となっていた。
ベテラン戦場カメラマンのリーと記者のジョエルは、14か月間メディアの取材に応じていないホワイトハウスの大統領に直撃インタビューを行うべく、リーの師である老記者サミーと、リーに憧れる駆け出し写真家ジェシーを連れ、ニューヨークを出発する。寸断された州道を迂回してピッツバーグへ西進、ウェストバージニア州を通過して前線のシャーロッツビルを経由する、およそ1400 kmの旅である。
無政府状態となっている郊外を移動する間、一行は様々な光景を目撃する。ガソリンスタンドを守る地元民と、私刑を受け晒されている瀕死の略奪者。政府軍の捕虜を処刑する民兵。家を追われた女子供が寄り集まる国際的な援助団体の庇護を受ける難民キャンプ。内戦に不干渉を貫いて、内戦が起きる前のアメリカのどこでもある安穏とした生活を続ける村。敵の正体も判らぬまま睨み合う狙撃兵たち。ジェシーは同道する3人から教えを受け、戦場カメラマンとして成長していく。彼女に駆け出しのころの自分を重ねるリーもまた、ジェシーの師として振舞うようになる。
一行は、リーとジョエルの知り合いのアジア系ジャーナリストコンビ、トニーとボハイと合流するが、直後に通りかかった民家で、明らかに非戦闘員である大量の死体を遺棄している所属不明の兵士達に捕まってしまう。赤いサングラスをかけた兵士はボハイを射殺すると、一同に出身地を尋ねて「アメリカ的な」人物かどうかを確認して回る。「香港」と答えたトニーは「中国人」と断じられて処刑され、残るリー、ジョエル、ジェシーにも危機が及ぶが、離れて待機していたサミーが車で突っ込み、3人を救出する。しかしサミーは兵士の反撃を受け、脇腹に被弾してしまう。
シャーロッツビルのWF前線基地に辿り着き、力尽きたサミーの遺体をWFに引き渡した3人は、従軍記者のアニャから、大統領の居場所を知る高級将校を含めた政府軍の大部分が降伏したことを知らされる。D.C.に立て籠もる残党勢力への総攻撃を行うWF部隊に同行した3人は、リンカーン記念堂の攻防を経て、要塞化されたホワイトハウスに至る。自分たちの無力さに打ちひしがれるリーに対し、ジェシーは人が変わったかのようにカメラのシャッターを切り続ける。航空支援でビルを吹き飛ばしながら前進するWFの兵士、検問所から放たれたロケットランチャーで炎上するハンヴィーから火だるまになりながら脱出する兵士達と、援護のためやってきて検問を破る戦車。
ホワイトハウスからは大統領専用車が逃走を図るが、リーはそれが囮だと看破し、ホワイトハウスへ入る。ホワイトハウス内では後を追ってきたWFの兵士達と、潜んでいたシークレットサービスの間で激しい銃撃戦が展開され、リーはジェシーを庇い銃弾に斃れる。室内が制圧されたあと、机の下から引きずり出された大統領にジョエルはコメントを求めるが、返ってきた言葉は陳腐な命乞いだった。
大統領を射殺した兵士達とジョエルは、鳴り響くシャッター音の方向を振り向く。彼らの視線の先では、リーの死を写真に収めたばかりのジェシーが、無表情のままカメラを構え続けていた。

## キャスト
※括弧内は日本語吹替。
- リー・スミス - キルスティン・ダンスト（園崎未恵）
- ジョエル - ヴァグネル・モウラ（白熊寛嗣）
- ジェシー・カレン - ケイリー・スピーニー（永瀬アンナ）
- サミー - スティーヴン・ヘンダーソン（楠見尚己）
- アニャ - ソノヤ・ミズノ（夏谷美希）
- デイブ - ジェファーソン・ホワイト（英語版）
- トニー - ネルソン・リー（英語版）
- ボハイ - エヴァン・ライ
- 赤サングラスの兵士 - ジェシー・プレモンス（クレジットなし）
- 民兵のリーダー - ジェームズ・ヤエガシ（英語版）
- WFの女性軍曹 - ジョニカ・T・ギブス（英語版）
- WFの前線指揮官 - ジャレッド・ショー（クレジットなし）
- 狙撃兵 - ジン・ハ（英語版）
- 観測手 - カール・グルスマン
- エディ - エドマンド・ドノヴァン（英語版）
- バトラー警護官 - フアニ・フェリス（英語版）
- 大統領 - ニック・オファーマン（平林剛）

## 公開
2024サウス・バイ・サウスウェストにて3月14日に初公開され、米国ではA24、英国・アイルランドではエンターテイメント・フィルム・ディストリビューターズによる配給で同年4月12日に公開された。

### 日本
ハピネットファントム・スタジオによる配給で2024年10月4日に公開された。本国（英米）での公開から半年近く遅れたことについて、配給会社であるハピネットは、上映する映画館が確保出来なかったことや2024年アメリカ合衆国大統領選挙の開催時期のタイミングを考慮したとコメントしている。
ホームメディアはハピネットが発売し、2025年6月4日からBlu-rayとDVDによる販売並びにレンタルを開始。
定額制動画配信サービスでは、Amazon Prime Videoが2024年12月6日から見放題の独占配信を開始した。

## 評価と反応

### 受賞とノミネート
| 賞                                 | 部門           | 候補者     | 結果       |
| ---------------------------------- | -------------- | ---------- | ---------- |
| 第27回英国インディペンデント映画賞 | 撮影賞         |            | ノミネート |
| 第27回英国インディペンデント映画賞 | 編集賞         | ノミネート |            |
| 第27回英国インディペンデント映画賞 | 視覚効果賞     | ノミネート |            |
| 第27回英国インディペンデント映画賞 | 美術賞         | ノミネート |            |
| 第27回英国インディペンデント映画賞 | 音響賞         | ノミネート |            |
| 第27回英国インディペンデント映画賞 | 衣装デザイン賞 | ノミネート |            |